# Vriesea saxicola
Vriesea saxicola là một loài thuộc chi Vriesea. Đây là loài bản địa của Brasil.